# Dividead
Divi-Dead (ディブァイデッド, ディヴァイデッド dividead?) es un juego eroge 2D japonés lanzado por C's Ware en 1998. Traducido al inglés por Himeya Soft. El género del videojuego entra en la categoría de horror para adultos, ya que trata sobre temas sobrenaturales y sexo. Ciertas imágenes del videojuego son brutalmente violentas y extrañas, mientras que otras son alegres y eróticas. En resumen, es una novela visual que relaciona un misterio sobrenatural que el personaje debe resolver para completar el videojuego. El juego ofrece diversos finales dependiendo de las decisiones que se tomen. Junto a True Love, Divi-dead es considerado por muchos uno de los videojuegos de este género que empezaron a despertar interés fuera de Japón.

## Argumento
La vida de Ranmaru Hibikiya ha sido muy dura. De niño estuvo postrado en cama a causa de una enfermedad misteriosa, tuvo que pasar la mayor parte del tiempo solo, drogado y preguntándose a sí mismo, si viviría hasta la adultez, Ahora, sin embargo, las cosas están mejorando para él. Su salud ha mejorado; él solo experimenta la convulsión ocasional. Además, ha sido inscrito en una prestigiosa escuela privada que pertenece a su tío. La escuela privada Asao. 
En este giro fortuito no está exento de engaños. Su tío, un hombre bastante misterioso, inscribió a Ranmaru en la escuela Asao para que sirviera como espía, Ranmaru comienza una investigación inocua, sin esperar encontrar nada importante. Pronto, sin embargo, presenciará eventos sobrenaturales de manera horrible y que podrían reclamar su vida en cualquier momento.